# Wetar
Wetar là một hòn đảo thuộc tỉnh Maluku ở phía đông của Indonesia. Đây là đảo lớn nhất của quần đảo Barat Daya (nghĩa là quàn đảo tây nam). Wetar nằm ở phía đông của quần đảo Sunda Nhỏ, bao gồm các đảo Alor và Timor lân cận, song về mặt chính trị thì Wetar là một bộ phận của quần đảo Maluku. Ở phía nam, qua eo biển Wetar, là hòn đảo Timor. Ở phía tây, qua eo biển Ombai, là đảo Alor. Ở phía tây nam là hòn đảo nhỏ Liran và xa hơn là hòn đảo Atauro của Đông Timor. Ở phía bắc Wetar là biển Banda và nằm ở phía đông là Romang và Damar, hai đảo chính khác của quần đảo Barat Daya.
Các đô thị chính trên đảo Wetar là Lioppa ở phía tây bắc, Ilwaki ở phía nam, Wasiri ở phía bắc, Masapun ở phía đông, và Arwala ở phía đông bắc. Có đường bộ kết nối giữa các đô thị này.

## Địa lý
Wetar có chiều rộng đông-tây là 130 km, và chiều rộng bắc-nam là 45 km. Đảo có diện tích 3600 km². Bao quanh đảo là các rạn san hô và những vùng biển sâu. Cao độ lớn nhất trên đảo là 1412 m.
Wetar là một phần của một chuỗi đảo núi lửa bao gồm các đảo khác của quần đảo Barat Daya và quần đảo Banda, được tạo thành do sự va chạm của mảng Ấn-Úc và Mảng Á-Âu. Tuy nhiên, đảo Wetar không phải là chủ yếu có nguồn gốc từ núi lửa, thay vào đó là vì vỏ đại dương được nâng lên do va chạm mảng. Núi lửa dạng tầng Gunungapi Wetar tạo thành một hòn đảo cô lập ở phía bắc của Wetar.
Có một số mỏ vàng tại Wetar, chũng bị quản lý yếu kém và tạo thành mối quan tâm về mựt môi trường.
Cùng với các hòn đảo lân cận khác, Wetar tạo thành một phần của Wallacea, một khu vực có nước biển sâu tách khỏi cả hai thềm lục địa châu Á và châu Úc. Khu vực này được biết đến với các loài động vật khác thường, và Wetar không phải là ngoại lệ. Đảo có 162 loài chim, ba trong số đó là loài đặc hữu và bốn trong số đó là loài nguy cấp. Mưa dựa phần lớn theo mùa dưới ảnh hưởng của gió mùa, và các đảo hầu hết được bao phủ với rừng lá rộng nhiệt đới khô một phần rụng lá, với nhiều loài cây xanh rụng lá trong mùa khô. Đảo tạo thành một phần của hệ sinh thái rừng rụng lá Timor và Wetar.

## Dân cư
Có một số ngôn ngữ thuộc nhánh Timor của Nhóm ngôn ngữ Mã Lai-Đa Đảo là ngôn ngữ đặc hữu của Wetar. Tiếng Wetar, là ngôn ngữ cũng được sử dụng ở các đảo lân cận gồm Liran và Atauro, là một trong các ngôn ngữ như vậy. Các ngôn ngữ khác bao gồm Aputai, Ili'uun, Perai, Talur, và Tugun. Mỗi ngôn ngữ trong số chúng chỉ được khoảng 1.000 người sử dụng. Tiếng Indonesia (ngôn ngữ quốc gia) và tiếng Mã Lai Ambon (ngôn ngữ vùng) được sử dụng phổ biến.
Hoạt động kinh tế chính của Wetar là nông nghiệp tự cung tự cấp, chủ yếu là sago. Mai rùa cũng được thu lượm và xuất khẩu sang các quốc gia không có lệnh cấm.
Hầu hết cư dân Wetar có nguồn gốc Papua. Phần lớn là tín đồ Hồi giáo, song cũng có một số người theo Ki-tô giáo.

## Động vật đặc hữu
- Gallicolumba hoedtii
- Sphecotheres hypoleucus
- Liasis mackloti
- Trichoglossus capistratus